# Храм Святого Равноапостольного Князя Владимира (Махачкала)
Храм Святого Равноапостольного Князя Владимира — храм Махачкалинской епархии Русской православной церкви, расположен на площади Ленина в городе Махачкала в Дагестане.

## История
Собор сооружен по инициативе Главы Республики Дагестан Рамазана Абдулатипова, по задумке которого по обе стороны здания Правительства были сооружены храм и мечеть.
Строительство началось в 2015 году. Храм был закончен и освящён в мае 2016 года. Средства на строительство были пожертвованы самим Абдулатиповым.
Храм сооружён в так называемом дагестанском стиле, и отличить его от мечети, расположенной рядом, можно только по кресту.
Храм построен на месте, где был собор Святого Александра Невского (1891—1952 гг) до того как его снесли в 1952 году.

## Открытие
Торжественное открытие проходило 7 мая 2016 года, в субботу Светлой седмицы, в торжественной обстановке с присутствием Главы Республики Рамазана Абдулатипова, его супруги Инны Абдулатиповой, епископа Махачкалинского и Грозненского Варлаама, Председателя Правительства РД Абдусамада Гамидова, спикера парламента Дагестана Хизри Шихсаидова, мэра города Махчкалы Мусы Мусаева, представителей муфтията и еврейской общины республики.